# سانتریفیوژ گازی

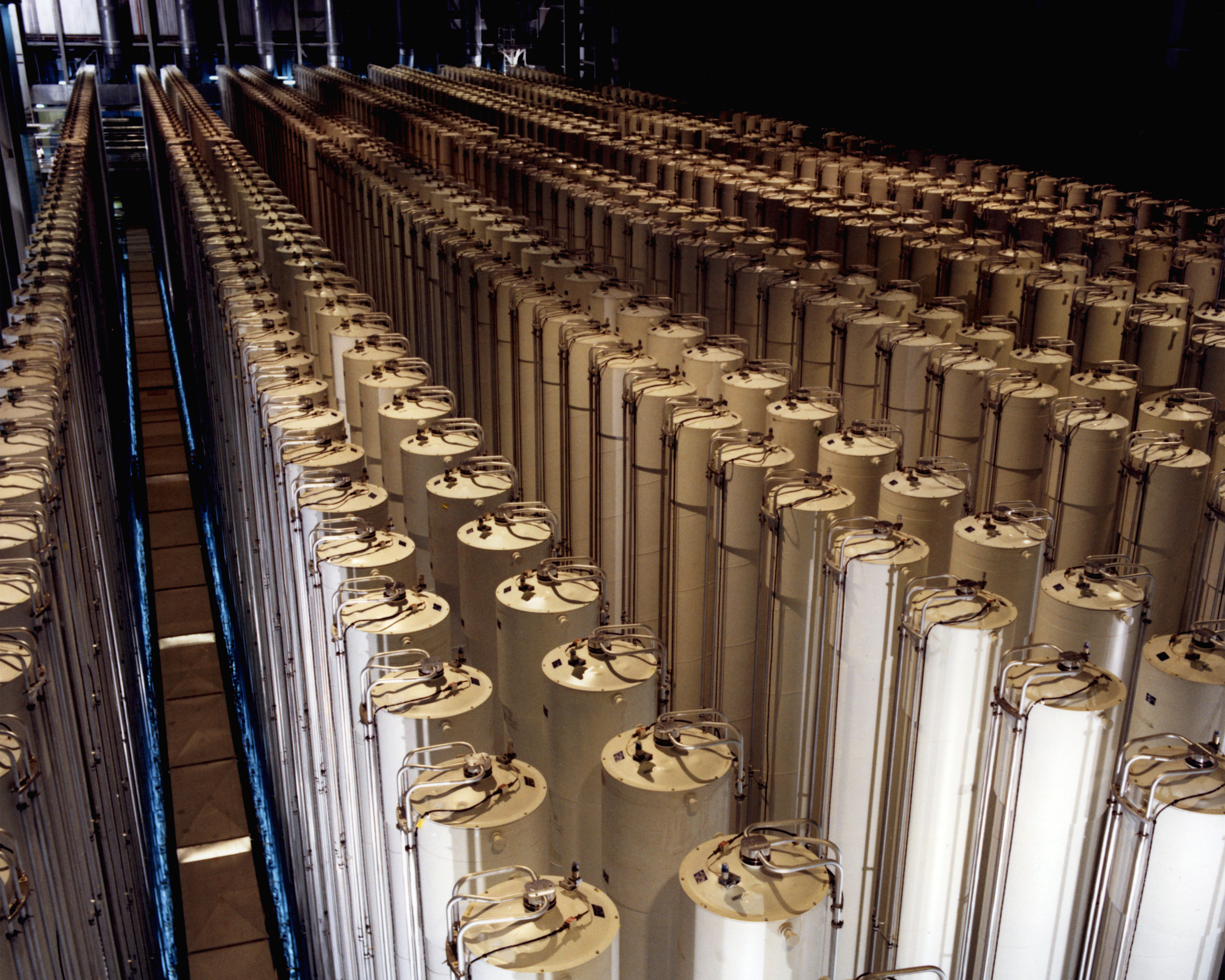
آبشاری از مرکزگریزهای گازی در آمریکا

مرکزگریز گازی، یا سانتریفوژ گازی، دستگاهی است که برای غنی‌سازی اورانیوم بکار می‌رود.
این دستگاه از چندین استوانه درست شده که به سرعت (در حدود ۱۰۰۰ دور در ثانیه) حول محور خود می‌گردند و در آن‌ها گاز UF۶ قراردارد. ملکول‌هائی که دارای ۲۳۸U هستند در اثر نیروی گریز از مرکز بیشتری که به آن‌ها وارد می‌شود به طرف جدار استوانه می‌روند و ملکول‌هایی که دارای ۲۳۵U هستند در ناحیه میانی استوانه قرار می‌گیرند. با جداکردن گازهای ناحیه میانی و تکرار این کار در استوانه دیگر، UF۶ با درصد بالاتری از ایزوتوپ ۲۳۵U به‌دست می‌آید.
کار غنی‌سازی در چند مرحله و با چند مجموعه از مرکزگریزها انجام می‌شود. هریک از این مجموعه‌ها را یک آبشار (cascade) می‌گویند.
بریتانیا، آلمان، فرانسه و چین تأسیسات بزرگ مرکزگریز گازی دارند و در آن‌ها اورانیوم غنی‌شده برای مصارف نظامی و غیرنظامی و صادرات تولید می‌کنند. ژاپن از این روش برای تأمین سوخت هسته‌ای داخلی خود استفاده می‌کند. تأسیسات بزرگی نیز در آمریکا در دست ساخت است. ظاهراً پاکستان با این روش اورانیوم لازم برای بمب اتمی خود را تولید کرد. مرکز گریزهای پاکستان به دو صورت پ۱ و پ۲ ساخته شده‌است. در نمونه پ۱ محور مرکزگریز آلومینیومی است. در نمونه پ۲ محور مرکزگریز فولادی است که سرعت دوران بیشتری را ممکن می‌کند و غنی‌سازی بیشتری انجام می‌دهد.
ساختار کلی